# Шалимово (Вологодская область)
Шалимово — деревня в Череповецком районе Вологодской области.
Входит в состав Югского сельского поселения (с 1 января 2006 года по 8 апреля 2009 года была центром Шалимовского сельского поселения), с точки зрения административно-территориального деления — центр Шалимовского сельсовета.
Расстояние до районного центра Череповца по автодороге — 55 км, до центра муниципального образования Нового Домозерова по прямой — 29 км. Ближайшие населённые пункты — Дьяконово, Дорки, Бойново.
По переписи 2002 года население — 165 человек (72 мужчины, 93 женщины). Преобладающая национальность — русские (99 %).